# 海盐文庙

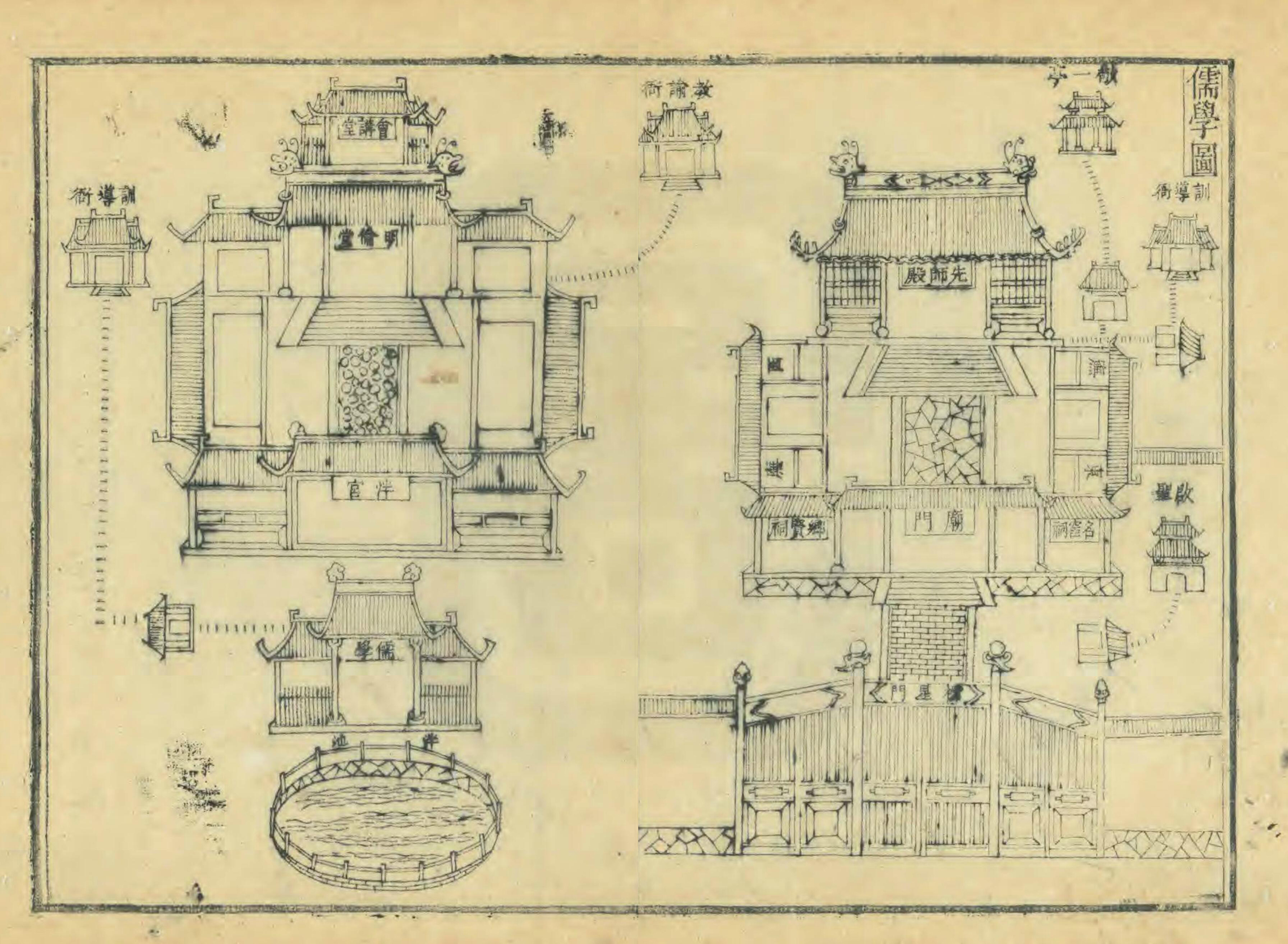
明天启四年（1624）《海盐县图经》儒学图，清乾隆十三年（1748）重刊本。

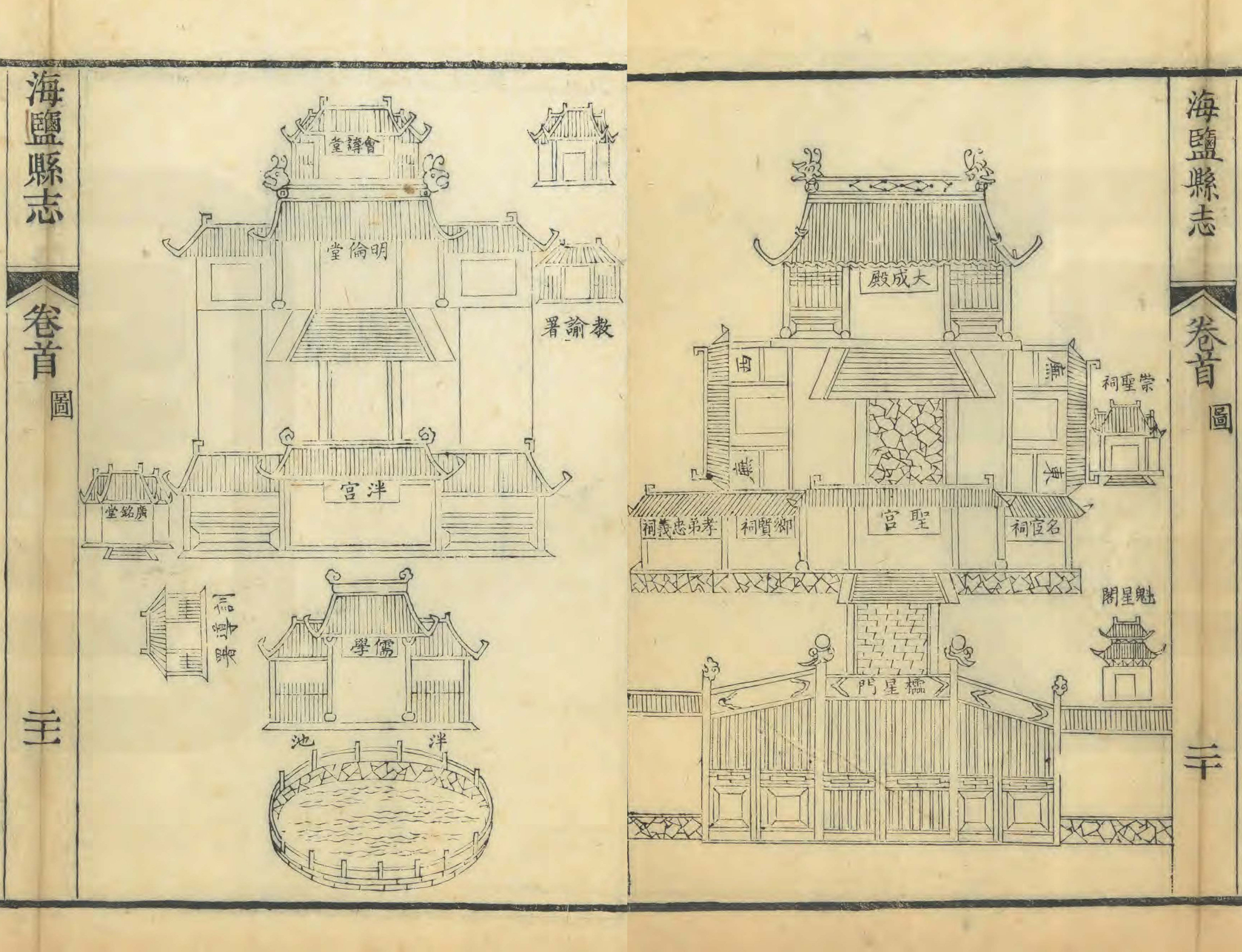
清光绪三年（1877）《海盐县志》学宫图。

海盐文庙为旧时中国浙江嘉兴府海盐县县学文庙，原位于县城内南部，即今中国浙江省嘉兴市海盐县武原街道新桥花苑小区一带，原建筑今已不存。
海盐文庙始建于唐代，最初在县东南，北宋太平兴国时建于县东，景德四年（1007）迁至县南，嘉祐八年（1063）又迁至县东南，南宋乾道二年（1166）再迁至今址。
据明天启四年（1624）《海盐县图经》和清光绪三年（1877）《海盐县志》记载及附图，清末海盐文庙西、南、北三面临河，布局为左庙右学，其中东路孔庙依次为万仞宫墙、棂星门（门外有东西石牌坊）、大成门三间（匾名圣宫，东有名宦祠，西有乡贤祠和忠义孝弟祠，各三间，其中忠义孝弟祠为清雍正时创建）和大成殿（前有东西庑各七间），名宦祠东有崇圣祠，崇圣祠东南有魁星阁，西路儒学依次为泮池、大门、仪门（匾名泮宫）、明伦堂和会讲堂，会讲堂东为教谕署两进各五间，仪门西为训导署三进。